# Engelbrechtsche Wildnis
Engelbrechtsche Wildnis ist eine Gemeinde im Kreis Steinburg in Schleswig-Holstein.

## Geografie

### Lage
Das Gemeindegebiet von Engelbrechtsche Wildnis erstreckt sich im Bereich des Naturraums Holsteinische Elbmarschen östlich von Glückstadt. Das Marschengebiet wird vom Herzhorner Rhin und dem sogenannten Schwarzwasser entwässert.

### Ortsteile
Engelbrechtsche Wildnis ist eine Flächengemeinde bestehend aus einem kleinen Dorf, das namensgebend für die Gemeinde ist. Darüber hinaus bestehen sieben Streusiedlungen:
- Am Deich,
- Am Herzhorner Rhin,
- An der Bahn,
- Bei der Mühle,
- Grillchaussee,
- Herrendeich,
- Teile von Obendeich.

## Geschichte
Die Besiedlung der Gemeinde begann nach der Eindeichung der Herzhorner Wildnis im Jahre 1615. Das Gebiet gehörte von 1350 bis 1640 den Schauenburger Grafen von Adolf VII. bis hin zu Otto V. Seitdem befand sie sich im Besitz der dänischen Könige. 1671 überließ Christian V. das Gebiet seinem unehelichen Halbbruder Ulrich Friedrich Gyldenlöwe. Am 23. Dezember 1697 wurde die Gemeinde als Adeliges Gut aus der Herrschaft Herzhorn ausgegliedert. Nach Güldenlöwes Tod 1704 war bis 1754 Ferdinand Anthon zu Laurwig Gutsherr, danach von 1754 bis 1783 Christian Conrad von Danneskjold-Laurwigen, von 1783 bis 1861 Friedrich Ludwig Ernst von Bülow und zuletzt von 1861 bis 1867 der Namensgeber Johannes Engelbrecht (1832–1914). Er hatte die Wildnis mit Vertrag vom 15. Juni 1860 für 440.000 dänische Reichsbanktaler (Rigsbankdaler) gekauft und ferner die Schulden von 216.800 Reichsbanktalern übernommen.
Im Jahre 1889 wurde die Gutsherrschaft durch den preußischen Staat aufgehoben. Die Gemeinde wurde eine eigenständige Kommune, die sich zunächst selbst verwaltete. Mit der Bildung des Amtsbezirks Herzhorn am 1. Oktober 1889 ging die Polizeiverwaltung auf den Amtsvorsteher über. 1950 schloss sich die Gemeinde dem Amt Herzhorn an.
Am 1. Januar 1974 wurde ein Teilgebiet mit damals etwa 200 Einwohnern an die Stadt Glückstadt abgetreten.

## Gemeindevertretung
Bei der Kommunalwahl am 14. Mai 2023 wurden insgesamt elf Sitze vergeben. Diese fielen erneut alle an die Kommunale Wählervereinigung Engelbrechtsche Wildnis. Die Wahlbeteiligung betrug 52,3 %.

## Wirtschaft und Infrastruktur
Das Psychiatrische Centrum Glückstadt der Vitanasgruppe ist ein bedeutender Arbeitgeber. Es ging hervor aus dem Marinelazarett Glückstadt, welches im Jahr 1942 hier eingeweiht wurde.

## Sehenswürdigkeiten
Im Gemeindegebiet von Engelbrechtsche Wildnis sind mehrere historische Bauernhäuser im Stil der Gründerzeit errichtet. In einem unter ihnen im Ortsteil Am Herzhorner Rhin ist
heute eine Gastwirtschaft. Bei einer Erweiterung des Hauses im Jahr 1877 entstand der prächtige Eingangsgiebel mit einer Frauenfigur über dem Eingang, die die Fruchtbarkeitsgöttin Flora darstellt.

## Bildergalerie

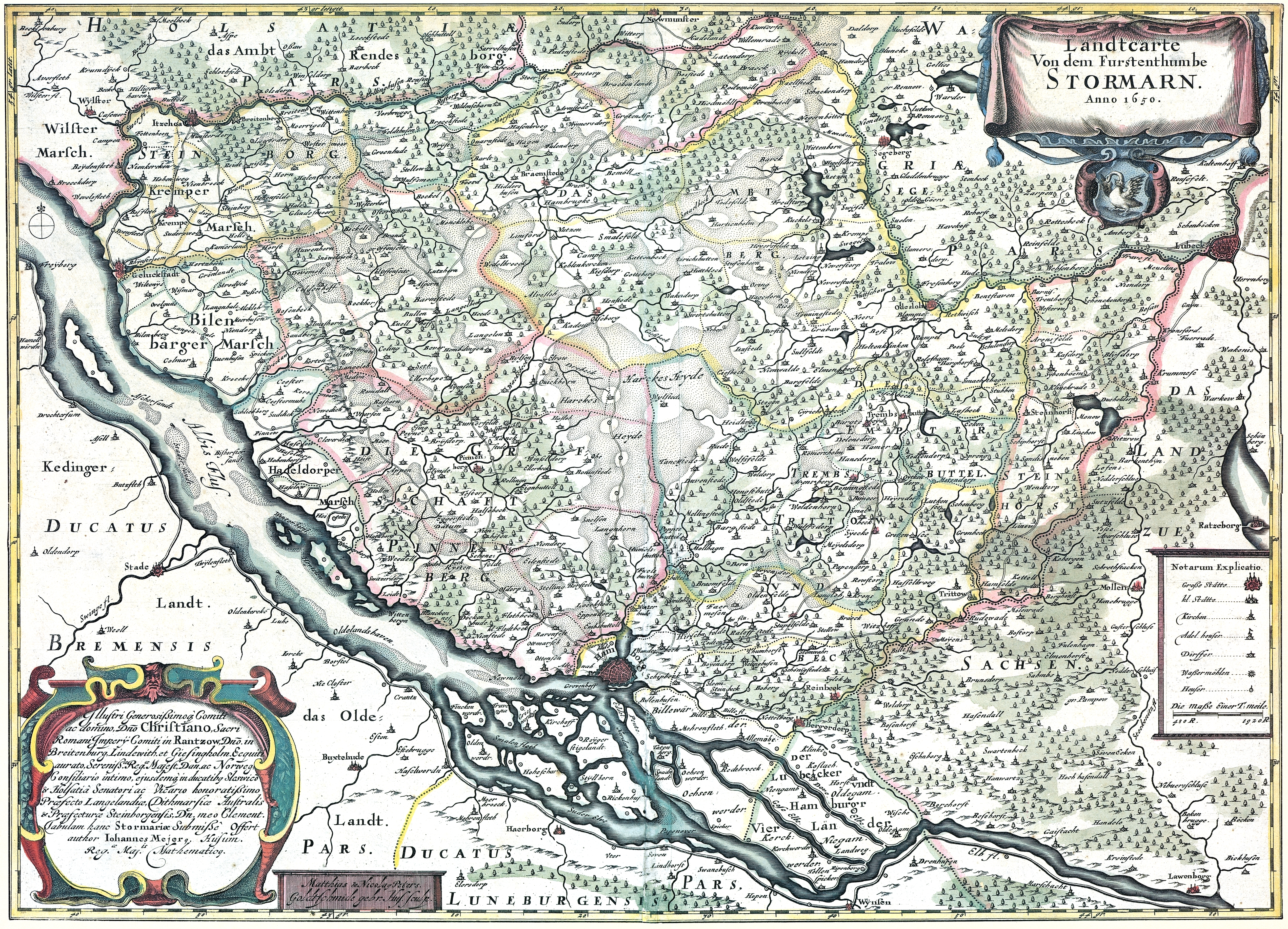
(Geluckstadt)”Wyltenys” 1650, Landkarte Johannes Mejer
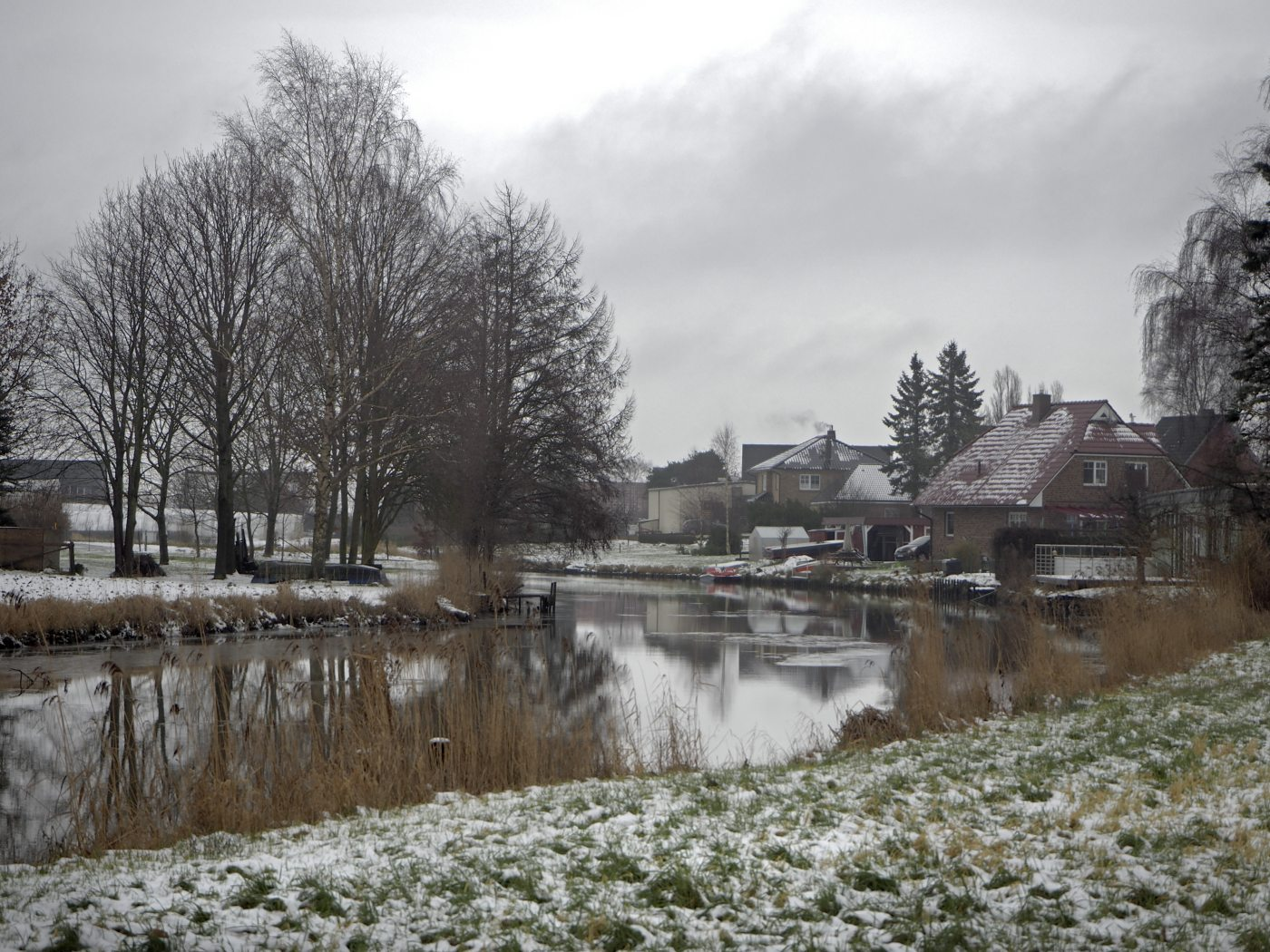
Engelbrechtsche Wildnis, Besiedlung am Herzhorner Rhin
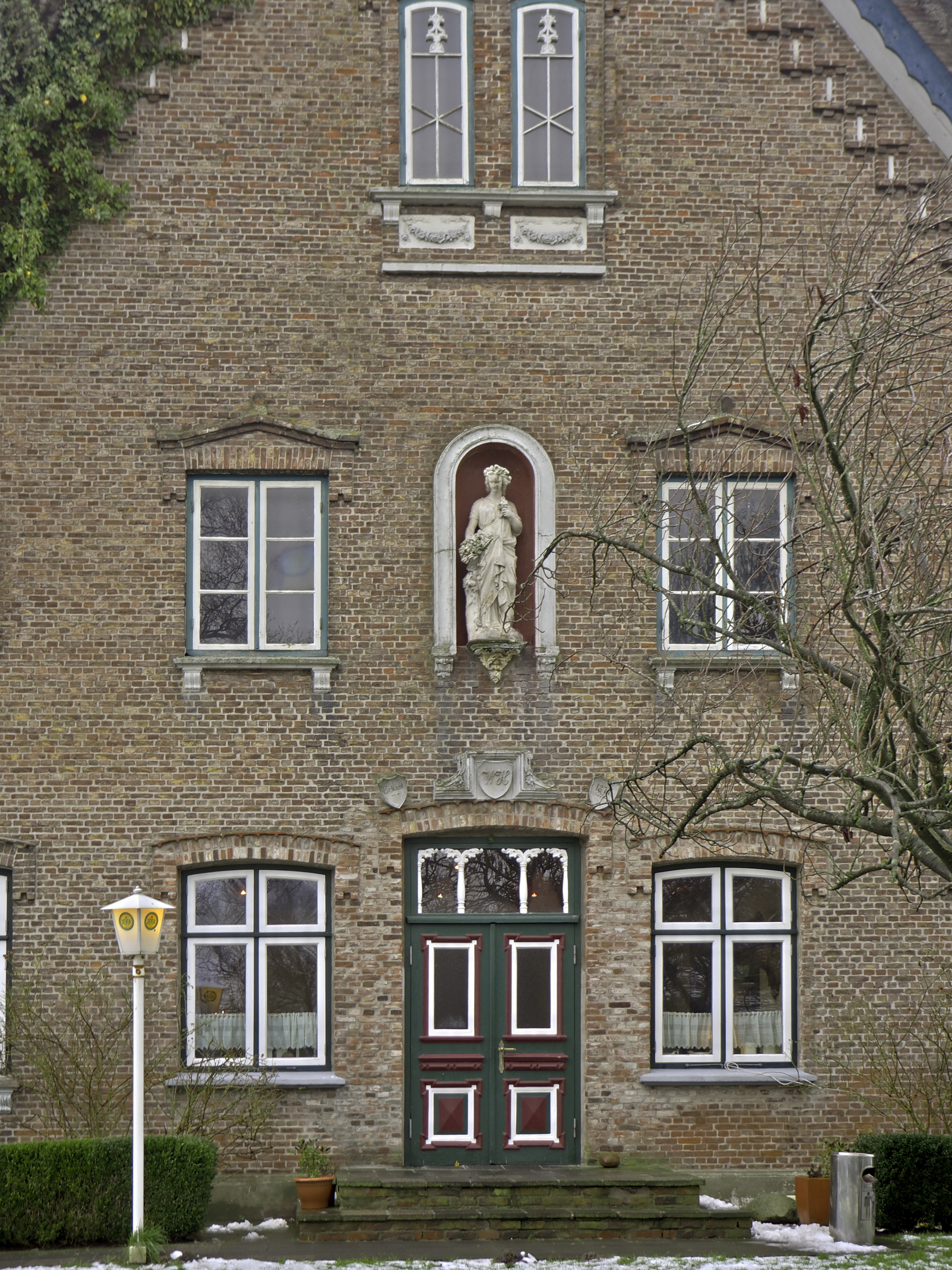
Giebel des Hauses Herzhorner Rhin 21, genannt Puppenhuus
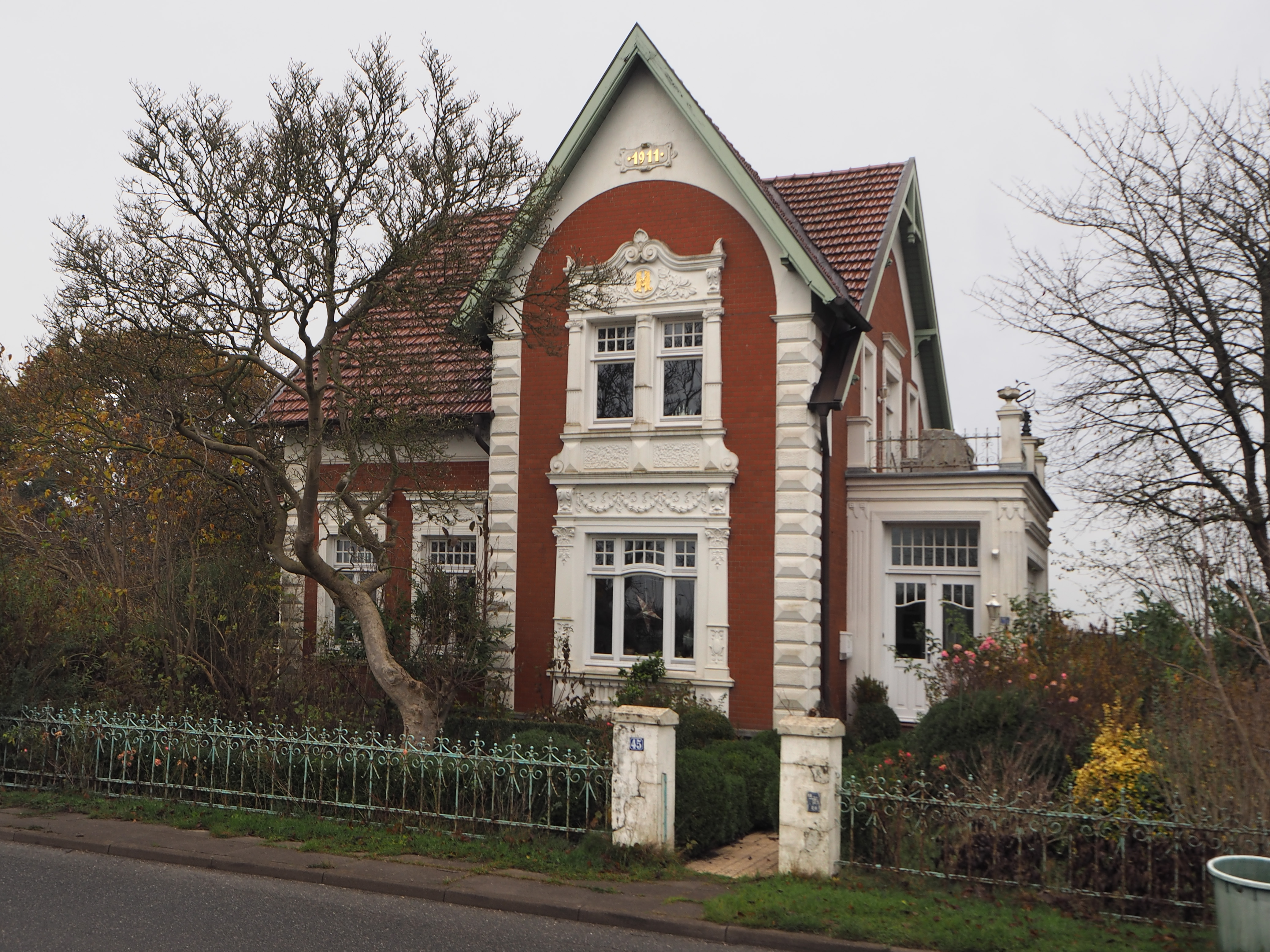
Villa an der Grillchaussee Baujahr: 1911